# 菲律賓第二共和國
菲律賓第二共和國，正式名稱為菲律賓共和國（他加祿語：Repúbliká ng Pilipinas），是日本在太平洋戰爭期間擊退美軍、佔領菲律賓群島以後，所扶植的一個傀儡政權。政府设有外交、财政、司法、公共工程与交通、农业与自然资源、卫生与公共福利等部，均由日本顾问负责领导。

## 历史

### 建立

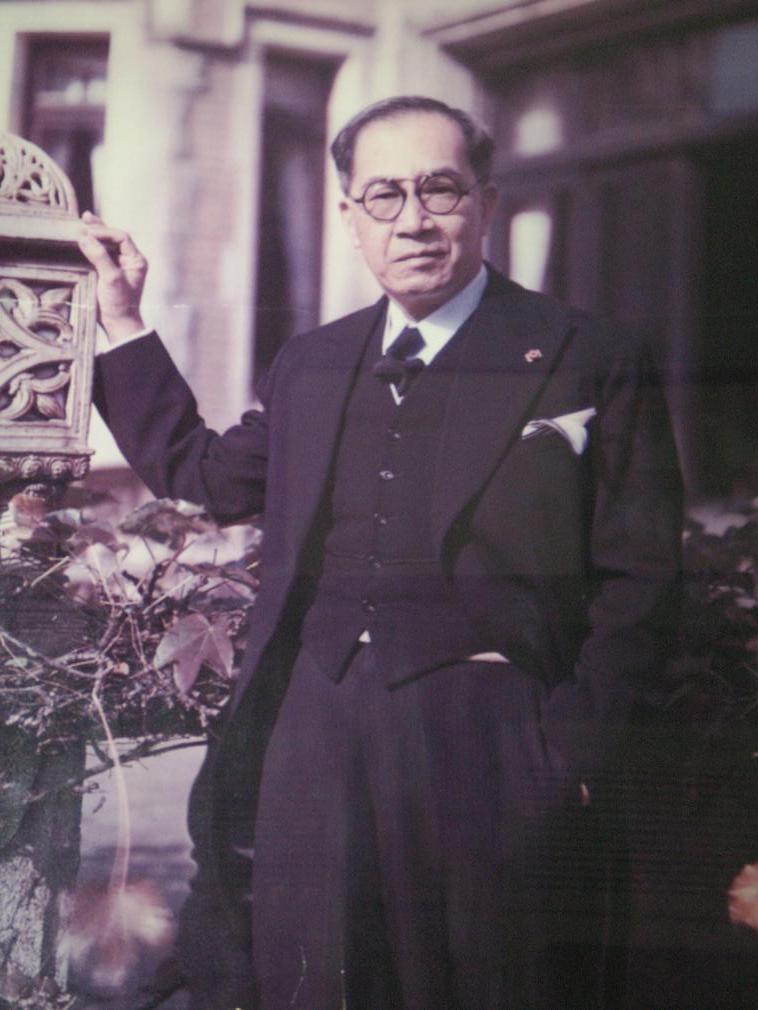
何塞·帕西亞諾·勞雷爾是菲律宾第二共和国唯一的总统

太平洋战争中，日军入侵菲律宾并逼近马尼拉，菲律宾自治领总统曼努埃尔·奎松宣布马尼拉为不设防城市并流亡。日本军队于1942年1月2日进入该市。1942年5月6日，日本占领菲律宾全境。1943年6月，日军军官本间雅晴解散菲律宾自治领，建立“菲律宾行政委员会”作为临时政府。1942年12月8日，菲律宾执行委员会通过法令解散一切现存政党，建立“新比島建設奉仕團”（他加禄语：Kapisanan sa Paglilingkod sa Bagong Pilipinas，KALIBAPI）规划执政方案。1943年5月6日，日本内阁总理大臣东条英机访问菲律宾，同意给予菲律宾独立，作为日本“大东亚共荣圈”的一部分。
1943年6月29日，新比島建設奉仕團组织建立菲律宾独立准备委员会，起草宪法。1943年9月，新宪法批准通过，成立菲律宾国民议会，选举何塞·帕西亞諾·勞雷爾为总统。同年10月14日，劳雷尔宣誓就职，菲律宾第二共和国成立。在第二共和国的成立典礼上，菲律宾第一共和国总统埃米利奥·阿奎纳多和军官阿特米奥·理查德升起了菲律宾第一共和国的旗帜，这面旗帜被沿用作为菲律宾第二共和国的国旗。同日，菲律宾与日本签署《菲日同盟条约》。

### 终结

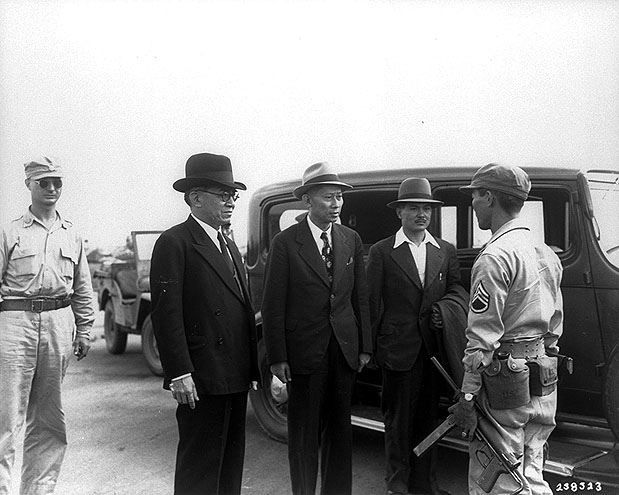
1945年，菲律宾第二共和国的要员在大阪被抓获

1944年9月22日，何塞·劳雷尔宣布菲律宾戒严。同年9月23日向英、美宣战。旋因美军在仁牙因湾登陆，山下奉文遂将共和国政府要员撤至碧瑶市。1945年8月17日，劳雷尔在东京宣布第二共和国正式解散。

## 政府

### 内阁
| 职务               | 姓名                  | 任期      |
|                    |                       |           |
| 总统               | 何塞·P·劳雷尔         | 1943–1945 |
| 部门专员           | 豪尔赫·B·巴尔加斯     | 1943-1945 |
|                    |                       |           |
| 财政部长           | 安东尼奥·德拉斯阿拉斯 | 1943–1945 |
| 外交部长           | 克拉罗·雷克托         | 1943–1945 |
| 司法部长           | 昆汀·帕雷德斯         | 1943–1945 |
| 教育部长           | 卡米洛·奥西亚斯       | 1943–1945 |
| 农业与自然资源部长 | 拉斐尔·阿鲁南         | 1943–1945 |
| 卫生与公共福利部长 | 埃米利亚诺·蒂罗纳     | 1943–1945 |

## 外交
1943年10月，日本和法西斯盟友先后承认菲律宾第二共和国。
- 日本：1943年10月14日[9]
- 滿洲國：1943年10月15日[9]
- 緬甸國：1943年10月16日[9]
- 德国：1943年10月16日[9]
- 中国（汪精卫政权）：1943年10月16日[9]
- 意大利：1943年10月20日[9]
- 斯洛伐克：1943年10月21日[9]

## 货币
日本最早于1942年发行了菲律宾披索货币，包括面值为1、5、10、50分和1、5、10披索的货币。第二年发行了1、5、10披索的“兑换券”。1944年，发行100和500披索货币。1945年发行了1000披索的货币。因为其纸币严重的通货膨胀而价值奇低，这些钱币被菲律宾人称作“米老鼠披索”。1944年1月，菲律宾“米老鼠”披索的通胀率高达60%。反日报刊曾刊登了市场上的人们提的载货篮子塞满了“米老鼠钱”和各种票据的故事。1944年，1盒火柴就价值100“米老鼠”披索。1945年，1公斤番薯就要卖到1000“米老鼠”披索。

## 教育
日军允许将他加禄语作为菲律宾官方语言。官方鼓励劳动，学校被重新开放，最多时有30万名菲律宾学生在校。日本文化也在菲律宾迅速传播。